# Frederic Leighton, 1. Baron Leighton

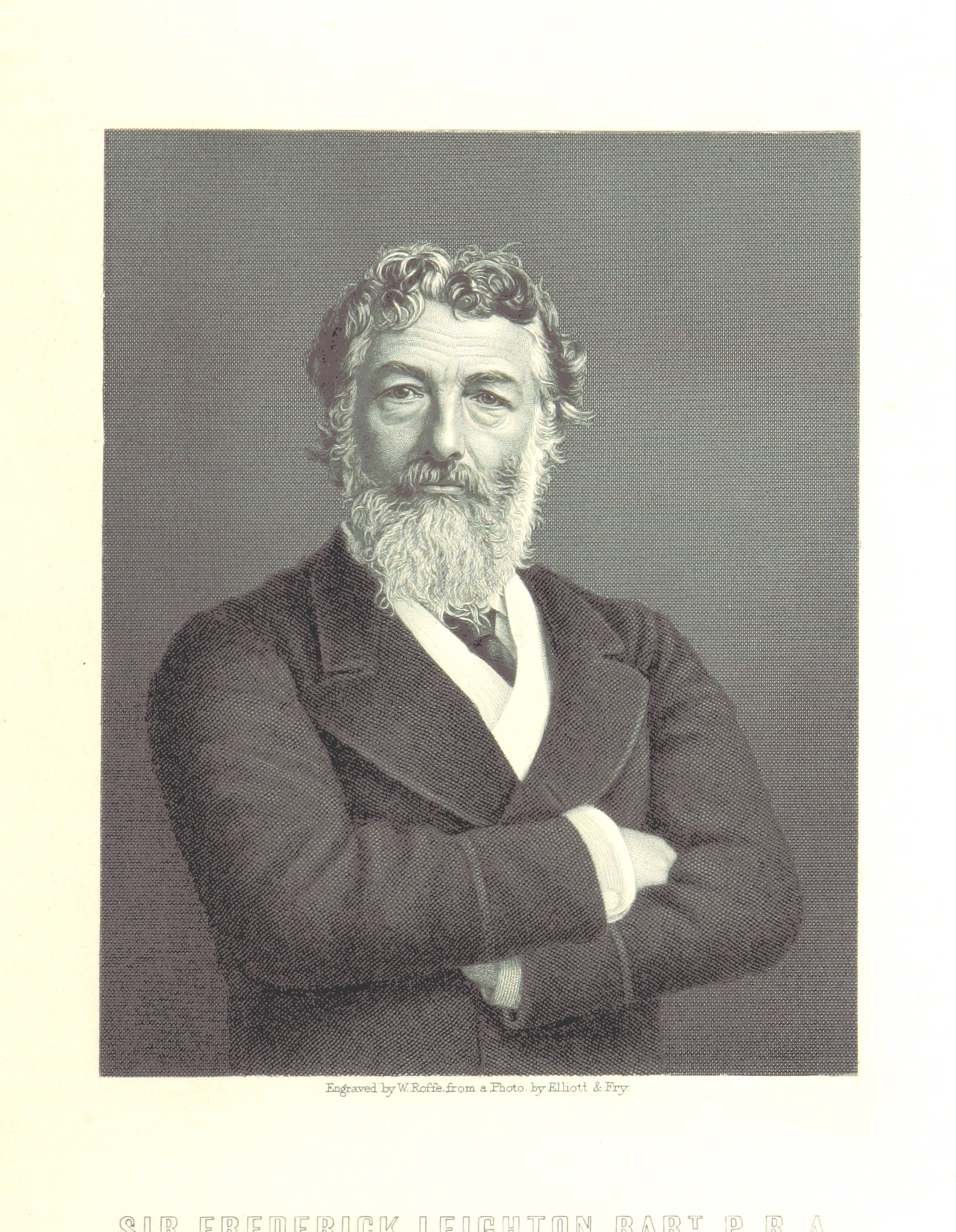
Frederic Leighton

Frederic Leighton, 1. Baron Leighton PRA (auch Frederick Leighton, * 3. Dezember 1830 in Scarborough; † 25. Januar 1896 in London) war ein englischer Maler, Illustrator und Bildhauer des viktorianischen Neoklassizismus.

## Leben
Leighton machte schon als elfjähriger Knabe Kunststudien in Rom unter Francesco Meli, um die Akademie in Berlin zu besuchen. 1844 und 1845 studierte er in Florenz unter Giuseppe Bezzuoli, später unter Eduard Jakob von Steinle und Becker am Städelschen Kunstinstitut in Frankfurt am Main. Bedeutende Einflüsse in seiner Jugendzeit hatten die Nazarener und die italienische Renaissance.
Seine erste in Öl gemalte Komposition war das Gemälde: Giotto, unter den Schafen von Cimabue angetroffen (1847). Es folgte Cimabues gefeierte Madonna wird in Prozession durch die Straßen von Florenz getragen, 1852 begonnen und 1855 an die Royal Academy gesandt. Dieses Gemälde mit lebensgroßen Figuren hatte bei seiner Ausstellung einen großen Erfolg und begründete seinen Ruf als bedeutender Künstler.
Leighton ließ sich in Paris nieder, wo er mit Arnold Scheffer und Nicolas Robert-Fleury in Verbindung trat. 1858 kehrte er nach Rom zurück, wo er innerhalb weniger Monate vier Porträts des italienischen Modells Anna Risi (Nanna), der späteren Muse von Anselm Feuerbach, malte. Drei der Gemälde waren 1859 in der Royal Academy in London ausgestellt, wohin Leighton 1859 übersiedelte. Dort traf er mit den Präraffaeliten zusammen, allerdings betrachtete er sich nicht als Mitglied der Vereinigung. Allerdings zeigen einige Bilder ihren unverkennbaren Einfluss. Mitte der 1860er Jahre lernte er Albert Joseph Moore kennen, der als Malstil einen akademischen Ästhetizismus pflegte, und brachte ihm lebenslang große Achtung und Anerkennung entgegen. 1866 wurde er zum Assoziierten der Royal Academy, 1869 zum Mitglied derselben ernannt. 1878 wurde er Präsident der Royal Academy. Er nahm seine Pflichten als Präsident der Akademie sehr ernst und sorgte sich um die sozialen und sonstigen Probleme von Künstlern. Die Reden, die er als Akademiepräsident hielt, wurden 1896 veröffentlicht.

## Ehrungen
Leighton gehörte dem renommierten Garrick Club an. Schließlich durfte er in der Grosvenor Gallery und am Glasgow Institute of the Fine Arts ausstellen, die dafür bekannt waren, progressive Künstler zu fördern, deren Arbeit vom traditionellen Kunstgeschmack der Royal Academy ignoriert wurde.
1878 wurde er außerdem durch Königin Victoria als Knight Bachelor in den Ritterstand erhoben. 1886 erhielt er die erbliche Würde eines Baronet, of Holland Park Road in the Parish of St Mary Abbots, Kensington, in the County of Middlesex (Baronetage of the United Kingdom).
Am 24. Januar 1896 erhob ihn Königin Victoria als Baron Leighton, of Stretton in the County of Salop, zum erblichen Peer (Peerage of the United Kingdom), doch starb Leighton bereits einen Tag später unverheiratet an einem Herzinfarkt. Seine Adelstitel erloschen damit.
Er erhielt mehrere Ehrendoktorate und auch viele ausländische Auszeichnungen. Er war Offizier der Ehrenlegion (1878), auswärtiges Mitglied der Académie des Beaux-Arts (1884), assoziiertes Mitglied der Académie royale des Sciences, des Lettres et des Beaux-Arts de Belgique (1886), Ritter des Pour le Mérite (1888) und Kommandeur des Leopoldsordens.

## Werk

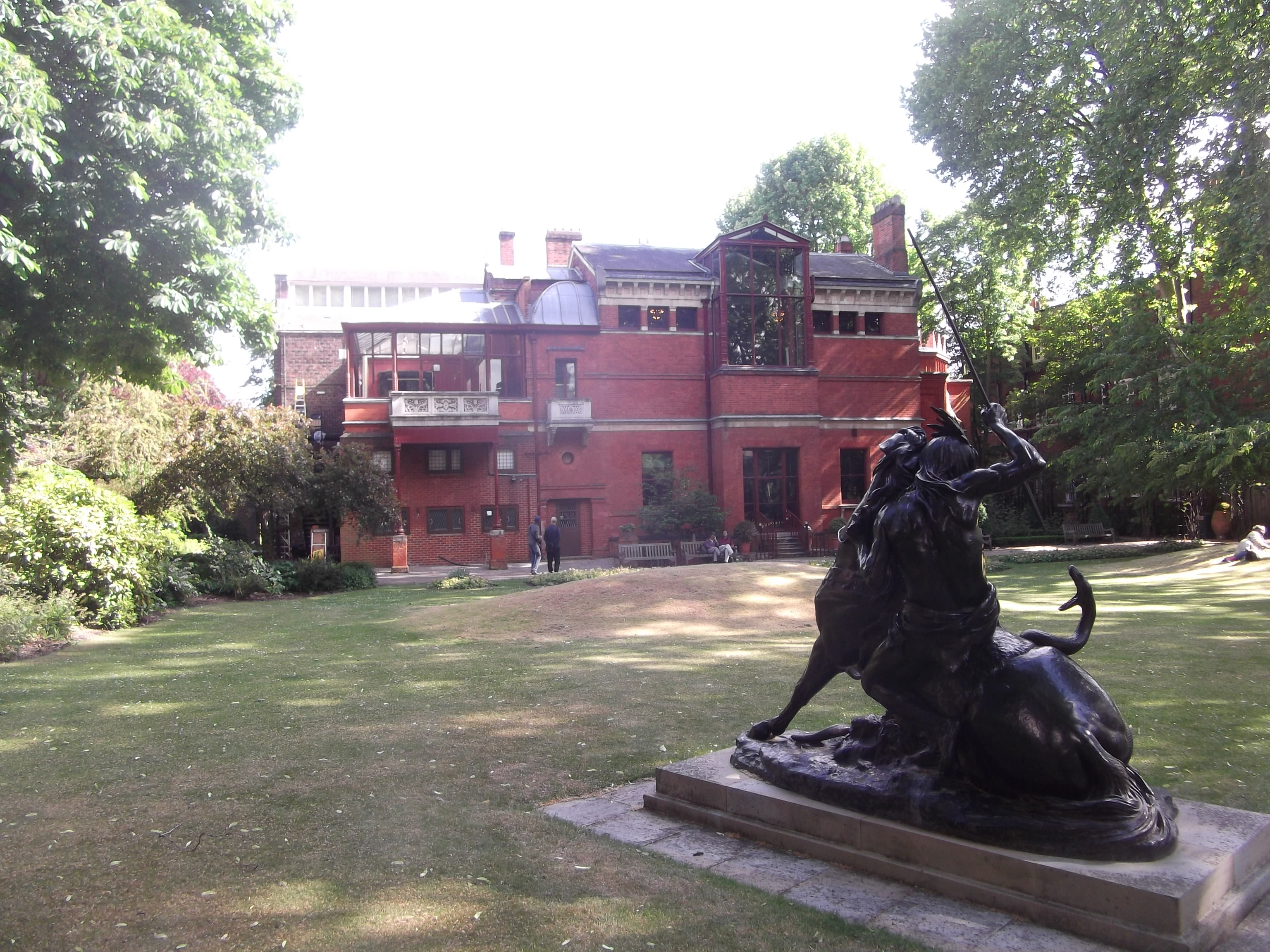
Leighton House Museum, Gartenseite

Leightons Werke sind im idealisierten Stil gehalten, der in der akademischen Kunst geschätzt wurde. Seine bekanntesten Bilder stellen junge Frauen oder Mädchen in biblischen oder antiken Szenen dar, dazu kommen Szenen aus dem italienischen und spanischen Volksleben. Außerdem fertigte er mehrere Porträts sowie Buchillustrationen an.
Leighton beauftragte William De Morgan mit der Ausstattung des extra angebauten arabischen Saales seines Hauses mit den von ihm während seiner Reisen gesammelten türkischen, persischen und syrischen Fliesen. Diesen Saal hatte der Architekt George Aitchison entworfen. Leighton House, 12 Holland Park Road, London W14 8LZ, nahe dem Holland Park, ist heute ein für Besucher geöffnetes Museum.

## Privates
Da er nie heiratete, gab es später Vermutungen, er sei homosexuell gewesen (ebenso wie Gerüchte über ein uneheliches Kind mit einem Modell), doch fanden sich dafür keine Beweise. Leighton war in seinem Privatleben stets auf Diskretion bedacht, und es fanden sich auch in seinen Briefen keine Hinweise in dieser Richtung; Tagebuch hat er nicht geführt.
Er war begeistertes Mitglied der 38. Middlesex Rifle Volunteers (genannt Artists Rifles), einer freiwilligen Miliz, gegründet von einer Gruppe von Kunstmalern, die später Teil der britischen Territorialarmee wurde. Er trat ihnen 1860 bei der Gründung bei, wurde kurz darauf Hauptmann und 1869 deren Kommandeur (ab 1875 im Rang eines Lieutenant Colonel und zuletzt im Ehrenrang eines Obersts), was er bis 1883 blieb. Das Amt war ihm so wichtig, dass James Whistler ihn um 1883 ironisch wie folgt beschrieb: Colonel of the Royal Academy and the President of the Artists Rifles – aye, and he paints a little (Oberst der Royal Academy und Präsident der Artists Rifles – ach ja, und er malt ein wenig).
Er reiste viel, besonders nach Italien, aber auch 1866 nach Spanien, 1868 nach Ägypten (in Begleitung von Ferdinand de Lesseps) und 1873 nach Damaskus. Er sprach Deutsch, Französisch und Italienisch.

## Ausstellung
- 2008: Frederic Lord Leighton. Maler und Bildhauer der viktorianischen Zeit, Villa Stuck
- 2018/19: Malerfürsten, Bonn, Bundeskunsthalle (Kunst- und Ausstellungshalle der Bundesrepublik Deutschland)

## Abbildungen

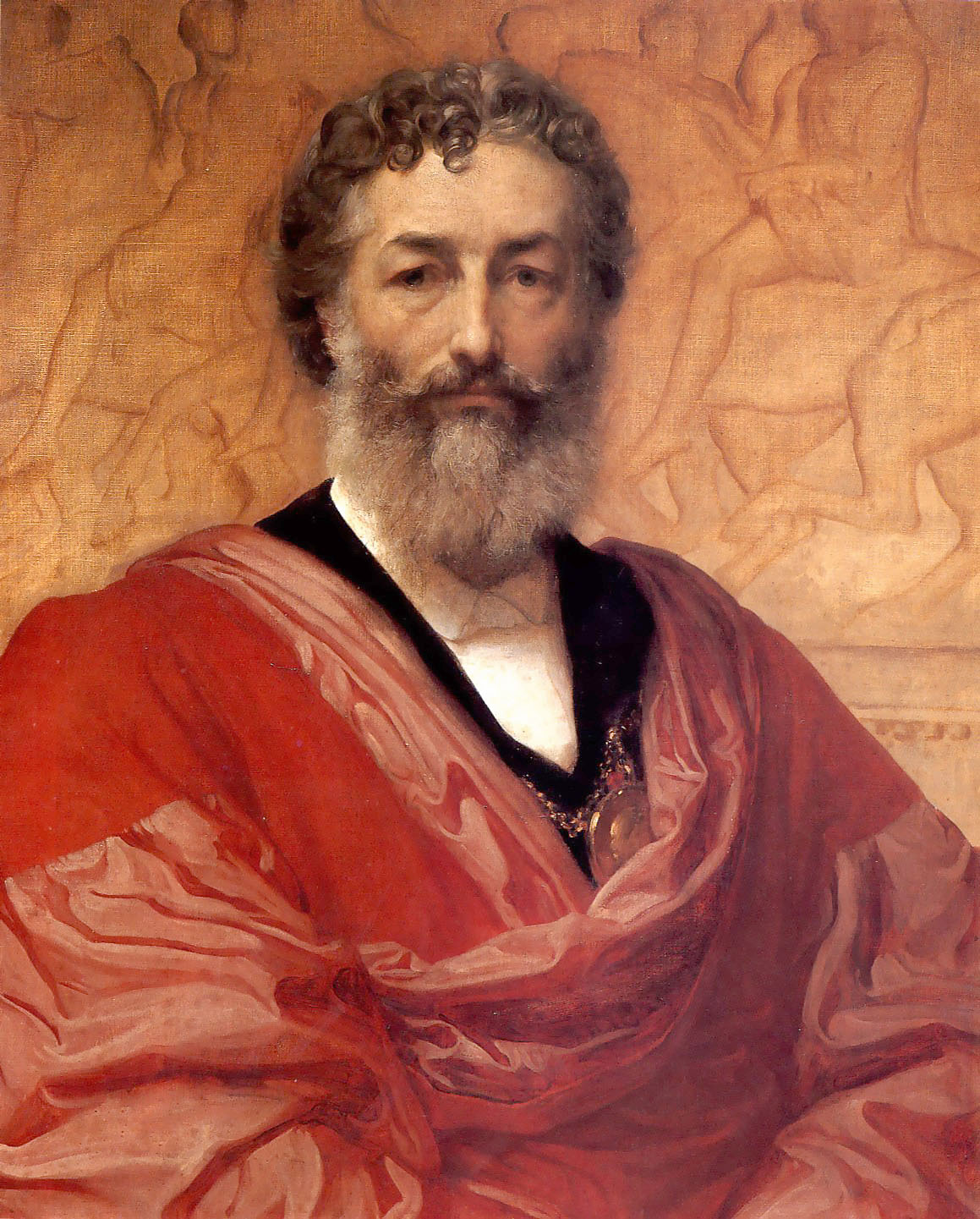
Selbstporträt 1880
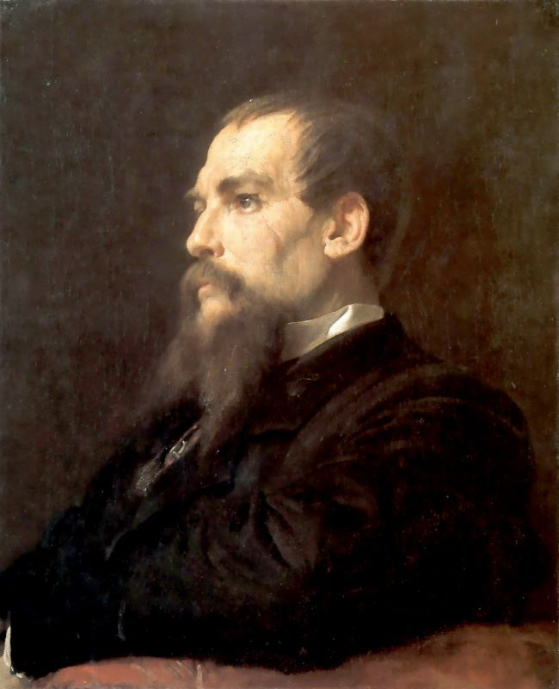
Richard Francis Burton
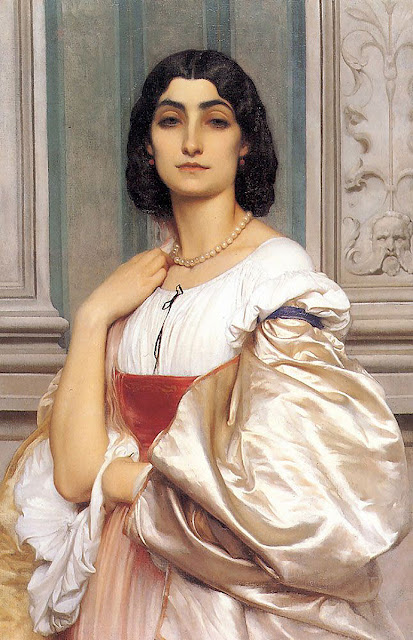
Römische Frau
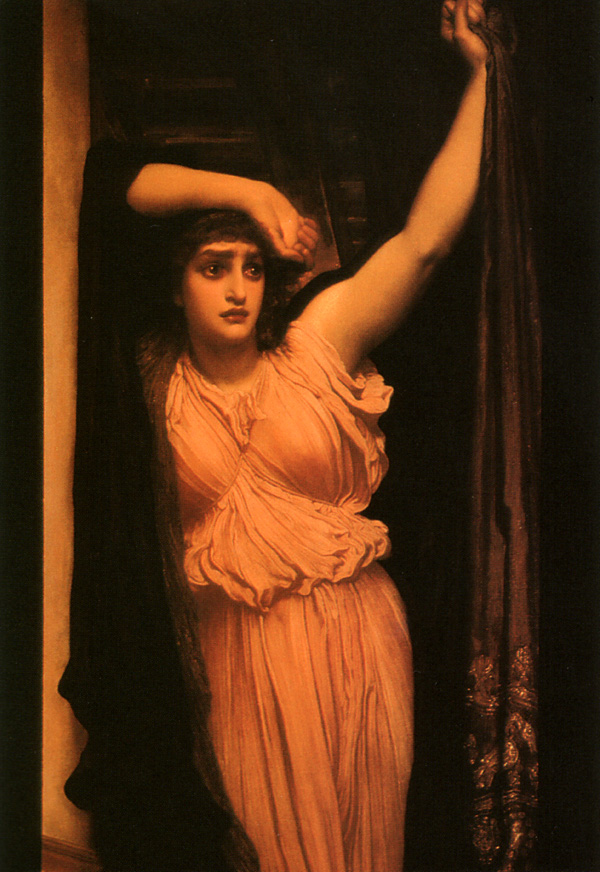
Die letzte Wache von Hero
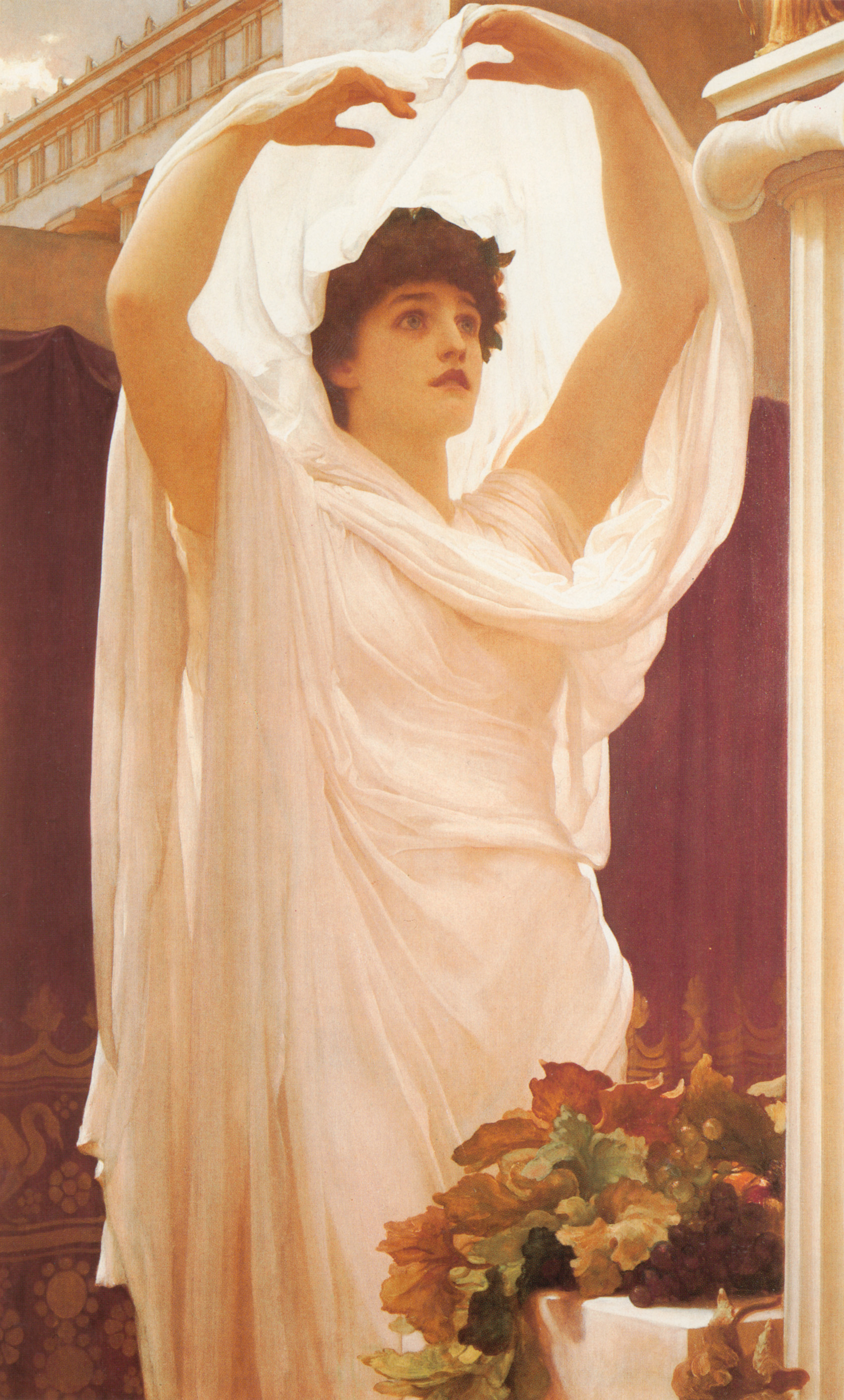
Vestalin
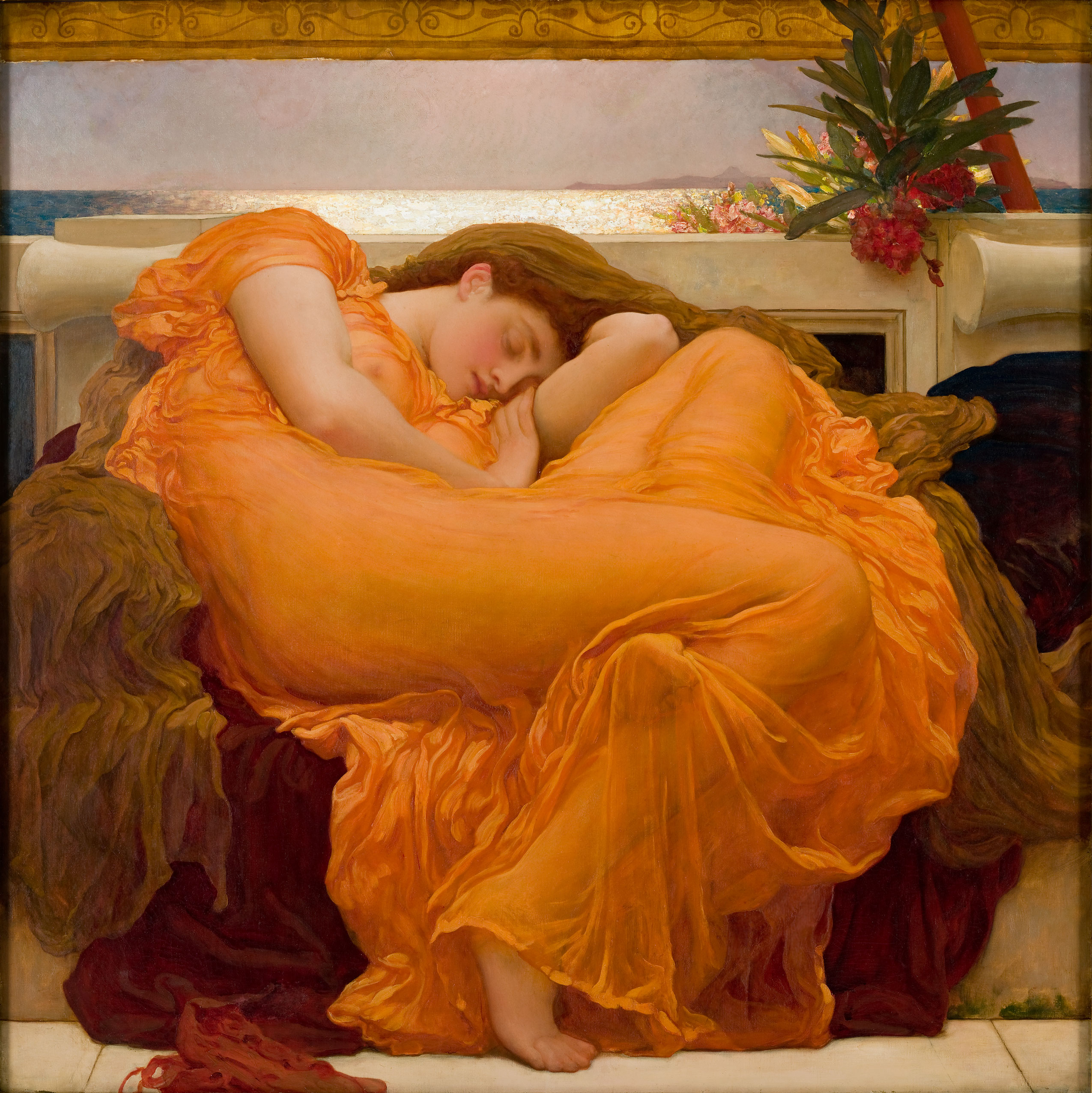
Flaming June (um 1895)
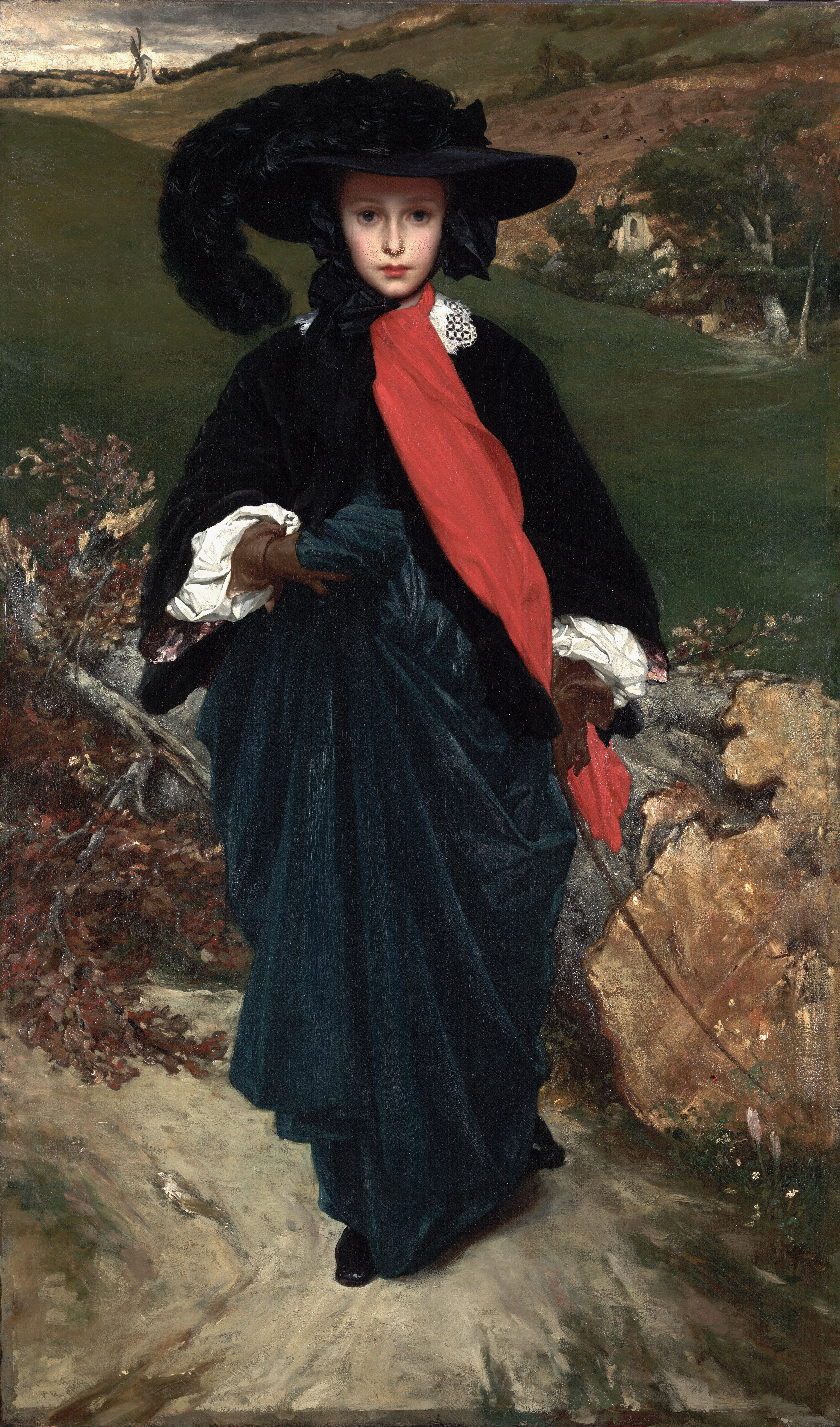
Porträt von May Sartoris, um 1860, Kimball Art Gallery
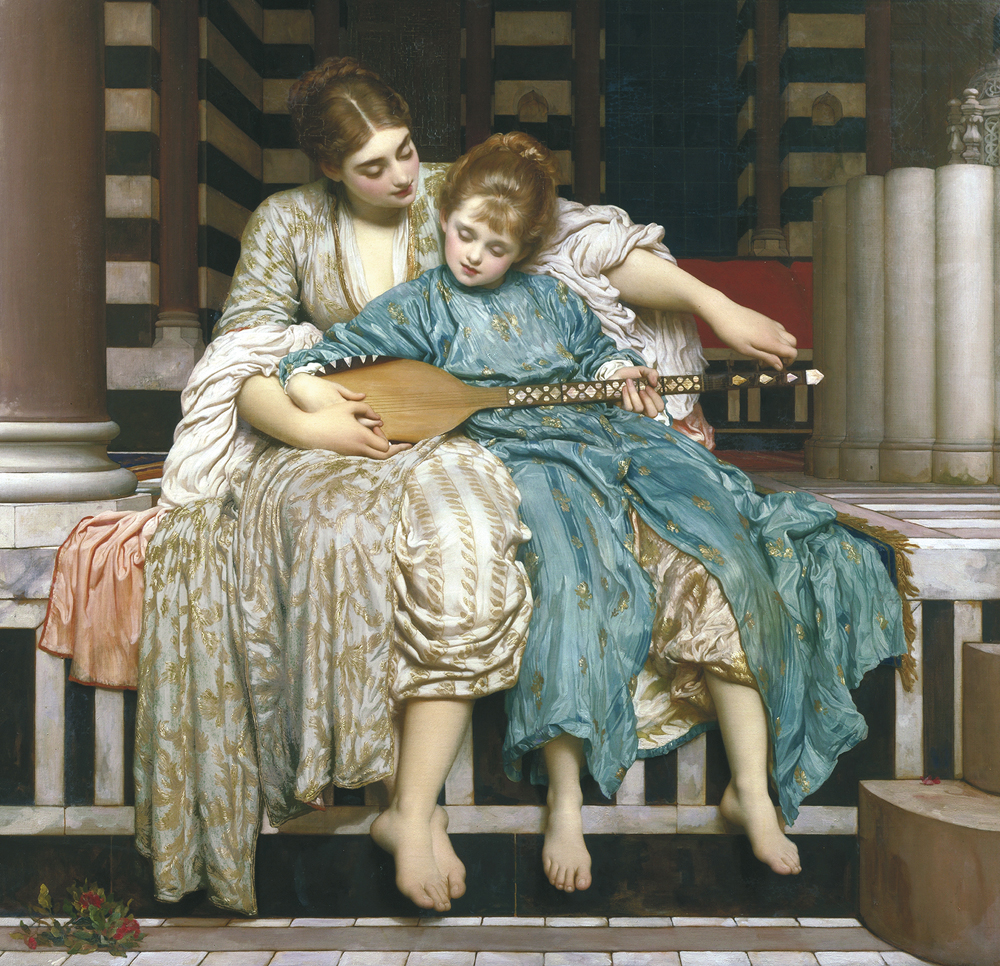
Musikunterricht
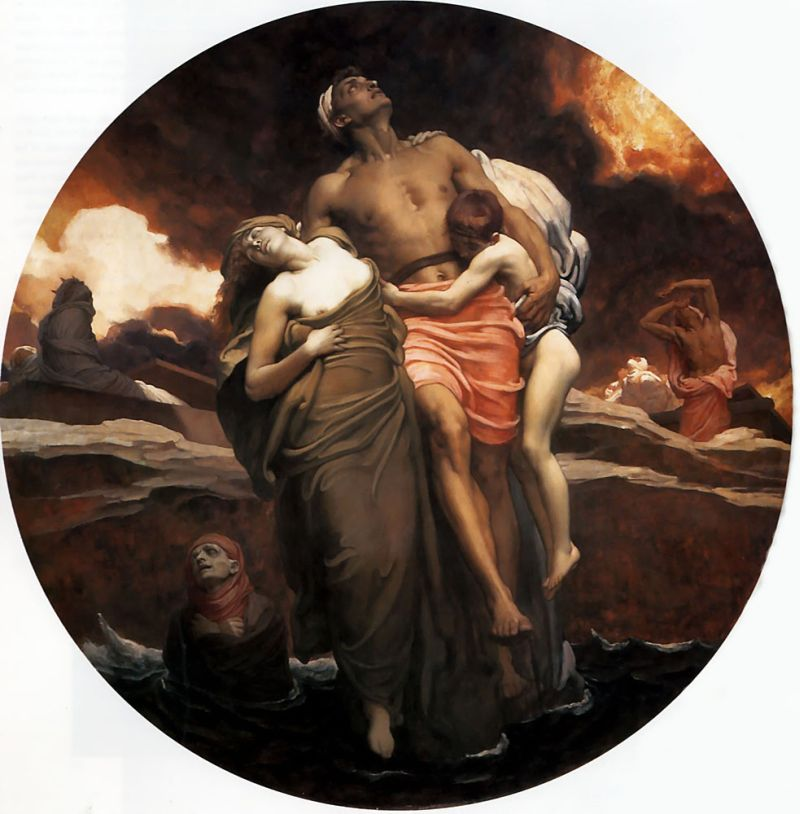
Die See gibt die Toten frei, Tate Modern
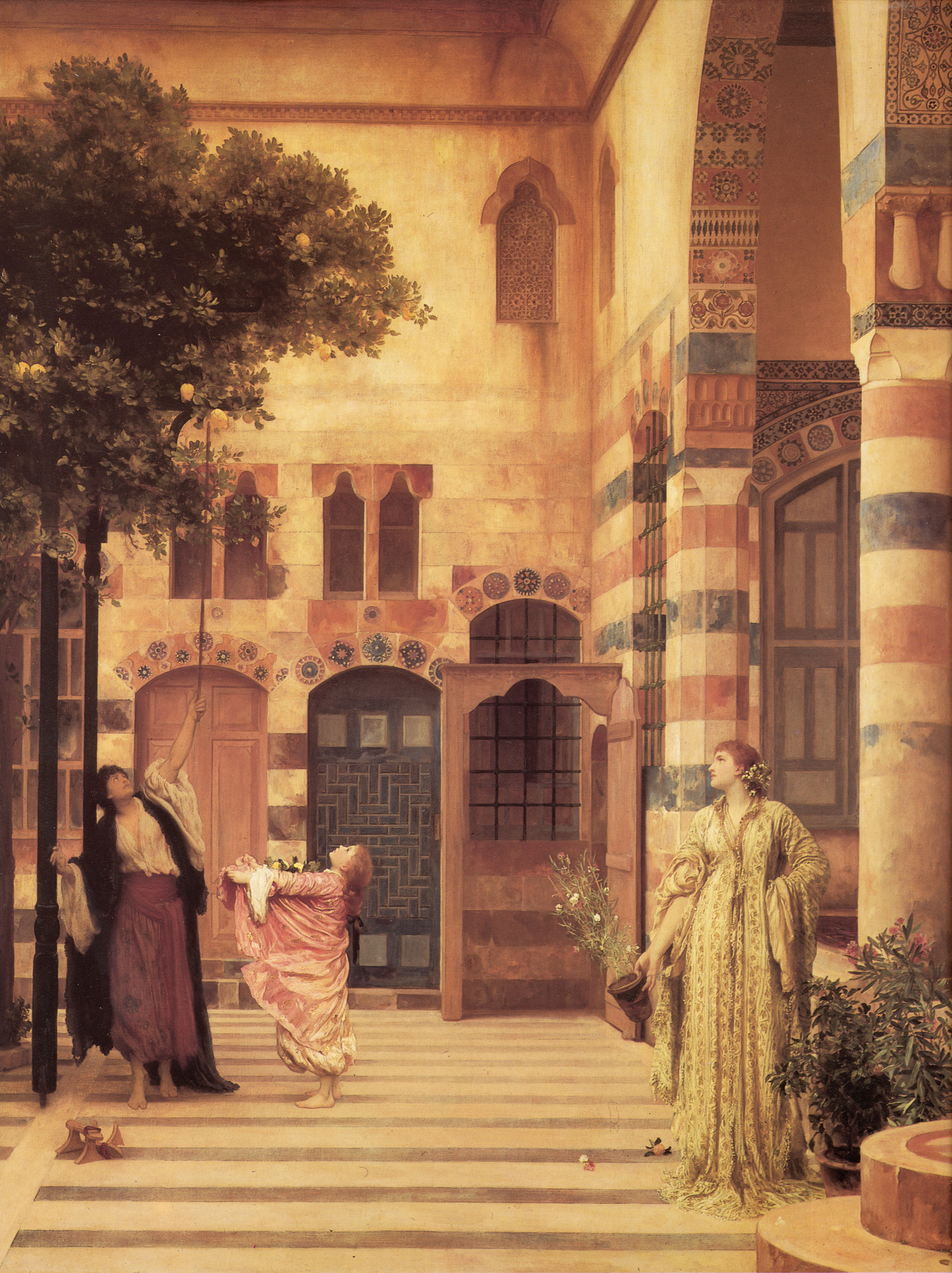
Damaskus, Judenviertel
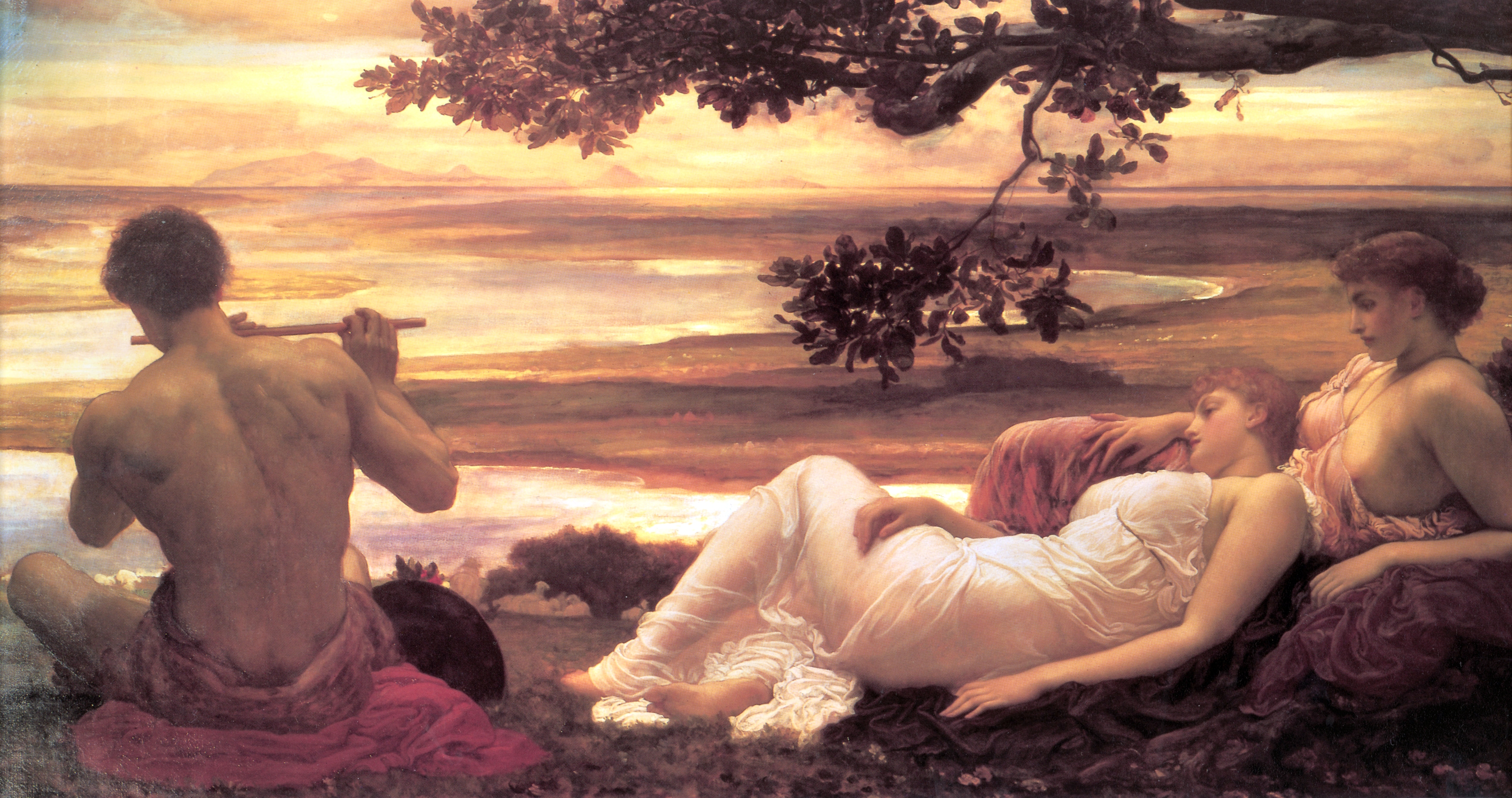
Idylle
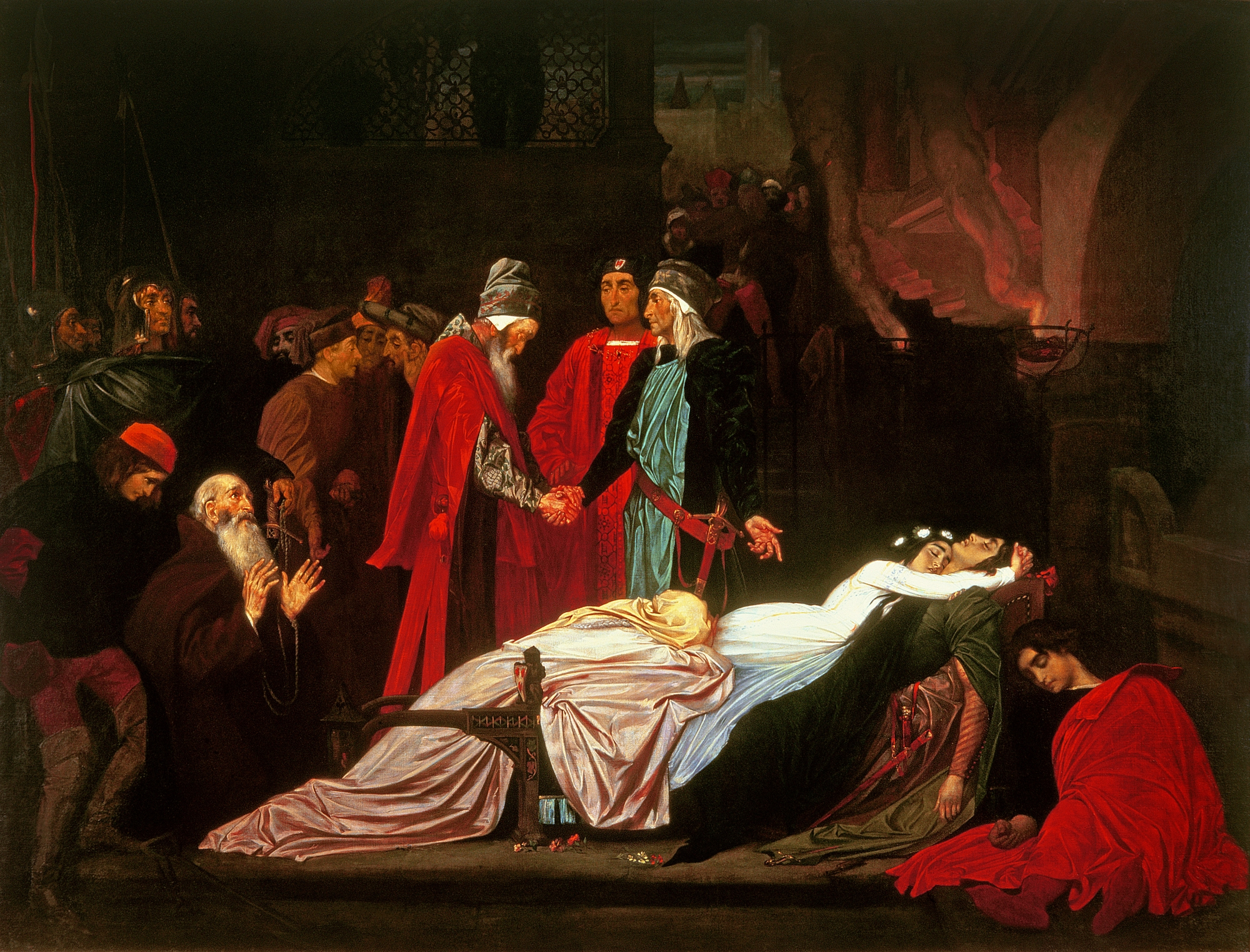
Versöhnung der Montagues und Capulets über den toten Körpern von Romeo und Julia
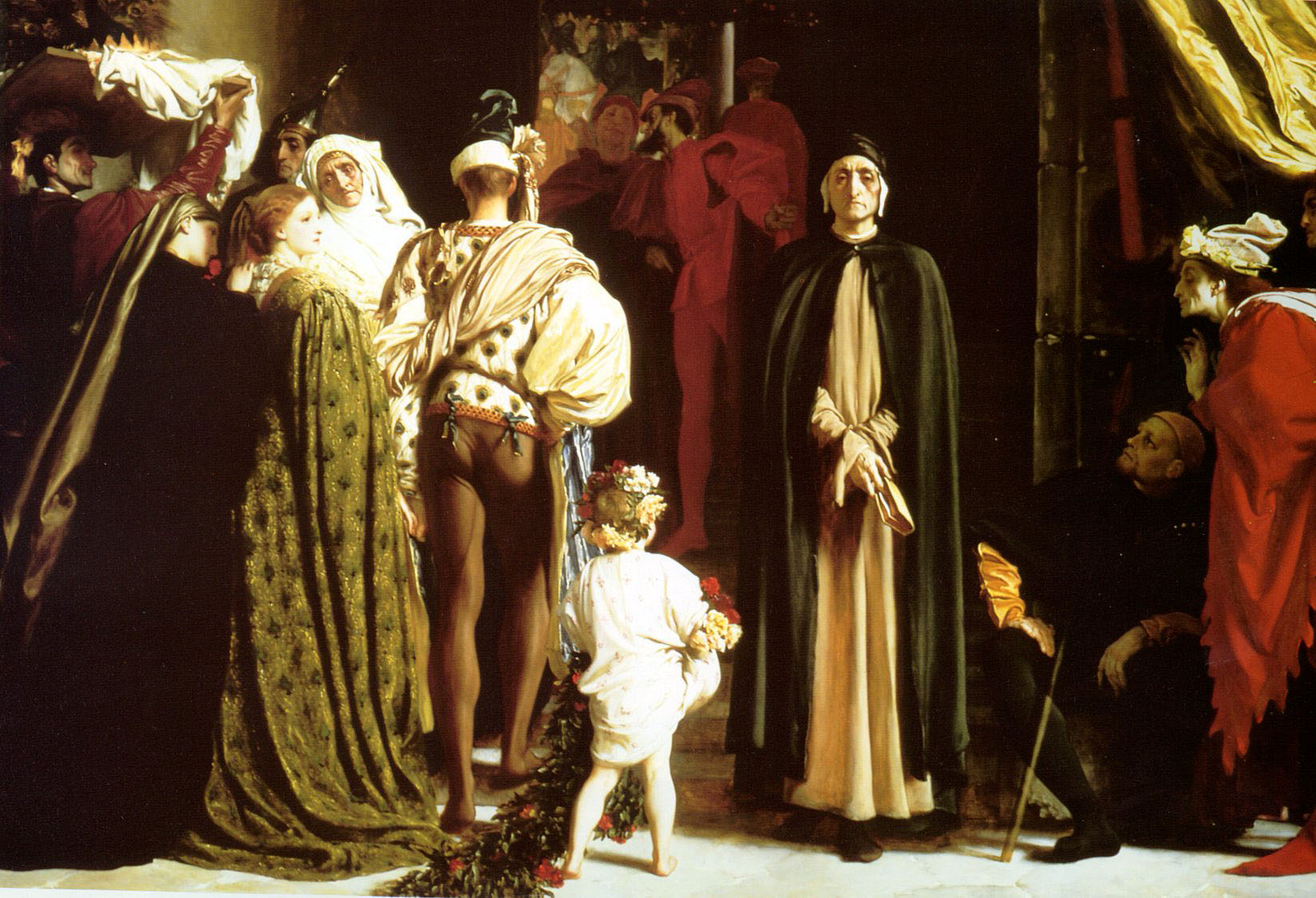
Dante im Exil
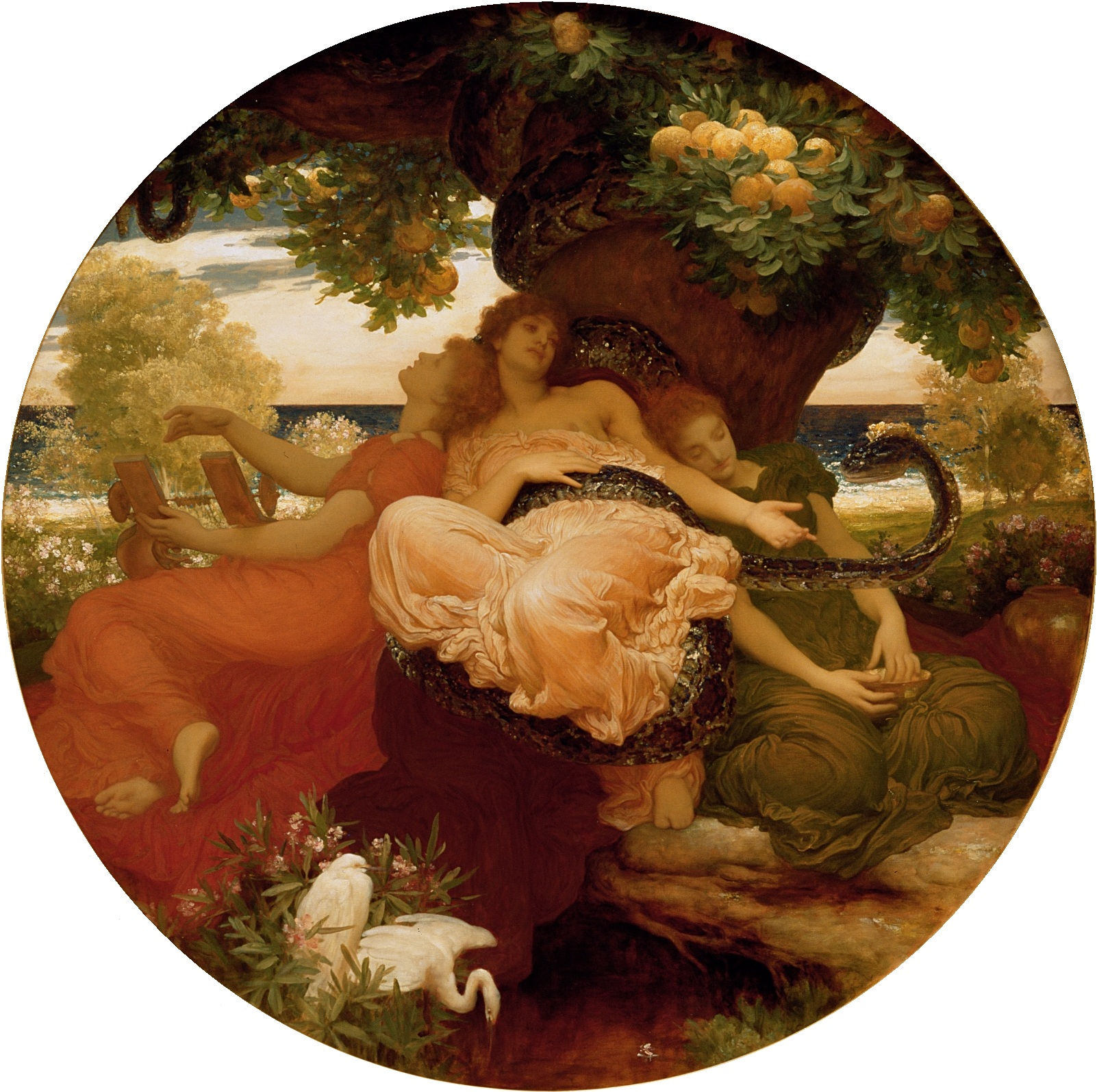
Garten der Hesperiden
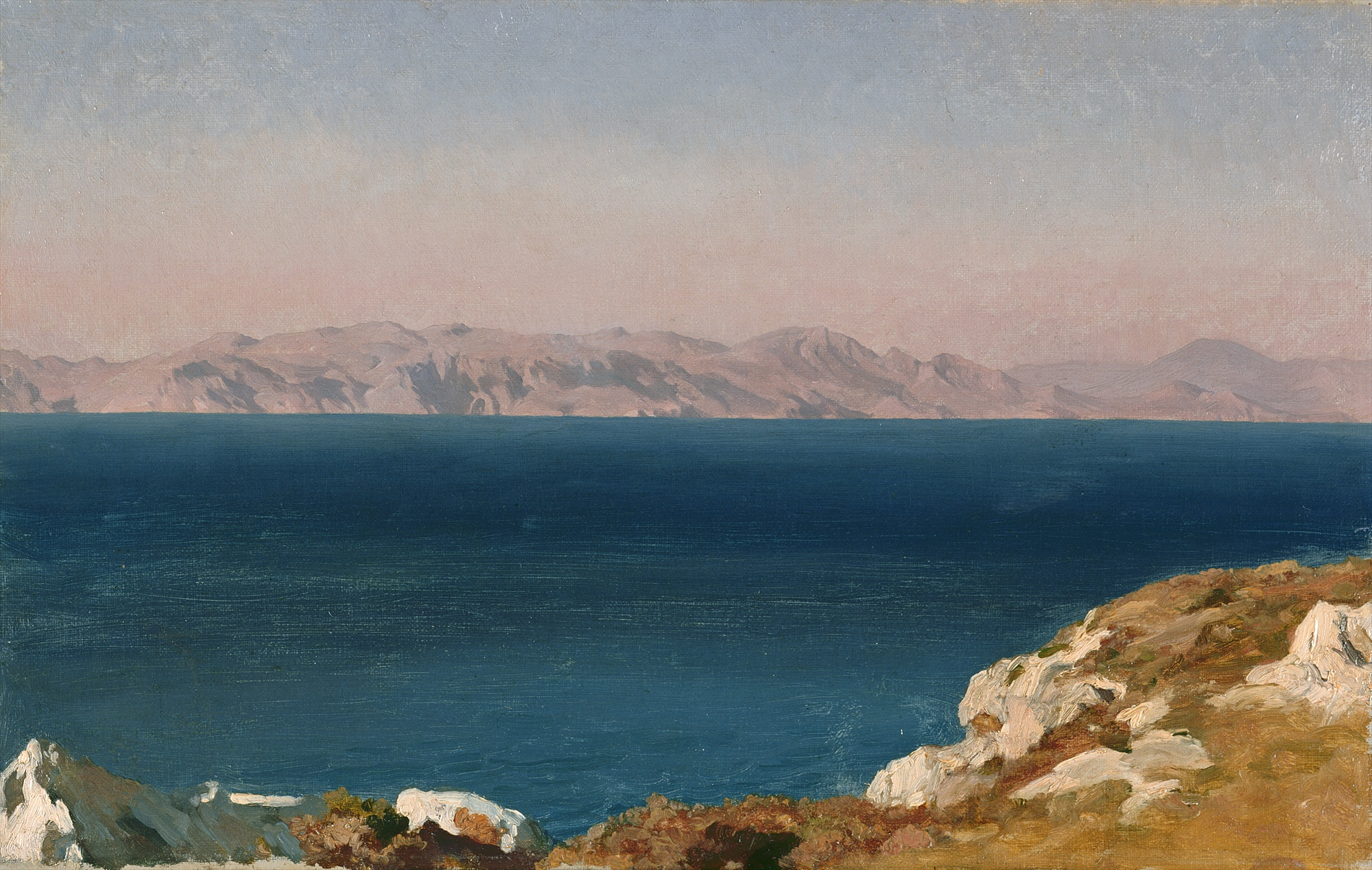
Chios